# ۴۱۱ (میلادی)
۴۱۱ (میلادی) چهارصد  و یازدهمین سال تقویم میلادی است.

## درگذشتگان
‎